# Hartmannsdorf (Greiz)
Hartmannsdorf è una frazione (Ortsteil) del comune tedesco di Bad Köstritz, situato nel circondario di Greiz, nel land della Turingia.
Fino al 31 dicembre 2022 Hartmannsdorf era un comune autonomo.